# Mary von Sydow
Mary Emily von Sydow, född Wijk den 7 november 1884 i Göteborg, död den 12 december 1957 i Göteborg, var en svensk kvinnosakskvinna och donator.

## Biografi
Mary von Sydow var dotter till riksdagsmannen Erik Wijk och Emily Dickson samt dotterdotter till Edward Dickson, och från 1911 gift med statsministern Oscar von Sydow. I äktenskapet föddes tre barn, ambassadören Erik von Sydow (1912–1997), direktören Kristian von Sydow (1917–2008) och Marie Andréen (1919–2008). Mary von Sydow är farfars mor till Ebba von Sydow.
von Sydow var åren 1921–1935 ordförande i föreningen De Blindas Vänner. Hon tilldelades medaljen Illis quorum 1933. Den 30 juni 1944 grundade hon Stiftelsen Fru Mary von Sydows, född Wijk, donationsfond.
Makarna von Sydow är begravda på Östra kyrkogården i Göteborg.